# Adrian Pereira
Adrian Nilsen Pereira (Stavanger, 31 agosto 1999) è un calciatore norvegese, difensore del Rosenborg.

## Biografia
È il figlio di Thomas Pereira, ex calciatore professionista e successivamente allenatore. Ha due fratelli, anche loro calciatori, di nome Jonas e Kevin. Le origini del suo cognome sono legate al bisnonno, nato in Uganda.

## Carriera

### Club
Pereira è cresciuto nelle giovanili dello Stavanger, per poi entrare a far parte di quelle del Viking. Ha esordito nella prima squadra di questo club in data 26 aprile 2017, sostituendo Patrick Pedersen nella vittoria per 1-4 in casa del Riska, sfida valida per il primo turno del Norgesmesterskapet. Il 26 novembre successivo ha debuttato invece in Eliteserien, subentrando a Rasmus Martinsen nella vittoria interna per 2-0 sullo Stabæk. Al termine di quella stessa annata, il Viking è retrocesso in 1. divisjon, per riconquistare la promozione nel campionato 2018, in cui Pereira non ha disputato alcun incontro ufficiale.
Il 28 novembre 2018, Pereira ha firmato il primo contratto professionistico con il club. L'8 agosto 2019 ha prolungato questo accordo, fino al 31 dicembre 2022. Il 18 agosto successivo ha trovato il primo gol nella massima divisione locale, in occasione del successo interno per 4-0 sullo Strømsgodset.
Il 12 settembre 2020 è stato ufficializzato il suo trasferimento ai greci del PAOK: il giocatore ha siglato un contratto quadriennale e ha scelto di vestire la maglia numero 16. Ha debuttato in Souper Ligka Ellada in data 26 settembre, venendo schierato titolare nel pareggio a reti inviolate maturato sul campo del Volo.
Il 25 agosto 2021 ha fatto ritorno in Norvegia, firmando un accordo fino al 31 dicembre 2025 con il Rosenborg. È tornato a calcare i campi dell'Eliteserien il 29 agosto, sostituendo Olaus Skarsem nella sconfitta per 2-1 arrivata in casa della sua ex squadra del Viking. Il 26 maggio 2022 ha trovato il primo gol in campionato in squadra, in occasione del pareggio interno per 3-3 contro l'Haugesund. Il 27 luglio 2023 ha debuttato nelle competizioni UEFA per club, in Europa Conference League: è stato titolare nel pareggio per 2-2 in casa dei Crusaders, sfida valida per i turni preliminari della manifestazione.

### Nazionale
Pereira ha giocato 2 partite per la Norvegia under 21. Ha esordito il 7 giugno 2019, subentrando a Martin Tangen Vinjor nella sconfitta per 3-1 subita contro la Svezia, in un'amichevole disputata a Helsingborg.

## Statistiche

### Presenze e reti nei club
Statistiche aggiornate al 4 maggio 2024.
| Stagione         | Club             | Campionato       | Campionato | Campionato | Coppe nazionali | Coppe nazionali | Coppe nazionali | Coppe continentali | Coppe continentali | Coppe continentali | Supercoppe | Supercoppe | Supercoppe | Totale | Totale |
| Stagione         | Club             | Comp             | Pres       | Reti       | Comp            | Pres            | Reti            | Comp               | Pres               | Reti               | Comp       | Pres       | Reti       | Pres   | Reti   |
| ---------------- | ---------------- | ---------------- | ---------- | ---------- | --------------- | --------------- | --------------- | ------------------ | ------------------ | ------------------ | ---------- | ---------- | ---------- | ------ | ------ |
| 2017             | Viking           | ES               | 1          | 0          | CN              | 1               | 0               | -                  | -                  | -                  | -          | -          | -          | 2      | 0      |
| 2018             | Viking           | 1D               | 0          | 0          | CN              | 0               | 0               | -                  | -                  | -                  | -          | -          | -          | 0      | 0      |
| 2019             | Viking           | ES               | 17         | 2          | CN              | 5               | 0               | -                  | -                  | -                  | -          | -          | -          | 22     | 2      |
| gen.-set. 2020   | Viking           | ES               | 15         | 2          | UEL             | -               | -               | -                  | -                  | -                  | -          | -          | -          | 15     | 2      |
| Totale Viking    | Totale Viking    | Totale Viking    | 33         | 4          |                 | 6               | 0               |                    | -                  | -                  |            | -          | -          | 39     | 4      |
| set. 2020-2021   | PAOK             | SL               | 10         | 0          | CG              | 2               | 0               | UCL+UEL            | 0                  | 0                  | -          | -          | -          | 12     | 0      |
| set.-dic. 2021   | Rosenborg        | ES               | 2          | 0          | CN              | -               | -               | -                  | -                  | -                  | -          | -          | -          | 2      | 0      |
| 2022             | Rosenborg        | ES               | 21         | 2          | CN              | 3               | 1               | -                  | -                  | -                  | -          | -          | -          | 24     | 3      |
| 2023             | Rosenborg        | ES               | 26         | 2          | CN              | 2               | 0               | UECL               | 4                  | 0                  | -          | -          | -          | 32     | 3      |
| 2024             | Rosenborg        | ES               | 3          | 0          | CN              | 1               | 0               | -                  | -                  | -                  | -          | -          | -          | 4      | 0      |
| Totale Rosenborg | Totale Rosenborg | Totale Rosenborg | 52         | 4          |                 | 6               | 1               |                    | 4                  | 0                  |            | -          | -          | 62     | 5      |
| Totale           | Totale           | Totale           | 95         | 8          |                 | 14              | 1               |                    | 4                  | 0                  |            | -          | -          | 113    | 9      |